# Entwicklungsländer und Weltwirtschaft
Entwicklungsländer und Weltwirtschaft sind keine Gegensätze, sie sind jedoch im Welthandel unvollkommen bis gar nicht integriert, ihre Handelsstruktur ist, bedingt durch die Kolonialzeit, einseitig auf die Produktion von Cash Crops ausgerichtet, die Terms of Trade sind für sie äußerst ungünstig und ihre öffentliche Auslandsverschuldung steigt explosionsartig. Sie bestritten 1987 (OPEC-Staaten ausgenommen) lediglich 16 % des Welthandels. Die Exporte, die für den Industrieaufbau und das Wirtschaftswachstum von grundlegender Bedeutung sind, beschränken sich in der Regel auf wenige Produkte. Bis zu 70 % sind rein agrarische oder mineralische Rohstoffe, während die Importe vorwiegend aus Investitionsgütern bestehen. Viele Länder nehmen ihre Devisen zu über 50 % rein aus dem Export eines einzigen Rohstoffs ein. An der Weltindustrieproduktion sind sie zu gerade einmal 12 % beteiligt. Die Entwicklungsländer erhalten knapp 22 % der Exporte aus den Industrieländern, die Industrieländer nahezu 100 % der Exporte aus den Entwicklungsländern. Als Sprachrohr der ursprünglich 77 Entwicklungsländer wurde 1964 auf der ersten United Nations Conference on Trade and Development (UNCTAD) die „Gruppe der 77“ gegründet. Die Gruppe der 77 wies darauf hin, dass durch die Struktur der Welthandelsbeziehungen eine Benachteiligung der Entwicklungsländer entsteht und forderte deshalb eine „Neue Weltwirtschaftsordnung“ (NWWO). Sie verlangten weiterhin eine größere Beteiligung an Entscheidungsprozessen internationalen Ausmaßes, eine Stabilisierung der Märkte, eine stärkere Kontrolle der multinationalen Gesellschaften und eine bessere Einbindung in das Weltwirtschaftssystem.
Die Abhängigkeit von einseitigen Rohstoffexporten zieht für die Entwicklungsländer schwerwiegende Probleme nach sich. Schwankende Weltmarktpreise und Produktionsverluste machen Deviseneinnahmen im Voraus unkalkulierbar, was einen großen Unsicherheitsfaktor für Planungen des Staatshaushalts darstellt. Hinzu kommt die besonders schwerwiegende Konkurrenz durch andere Anbieter oder Substitutionsprodukte, sowie die restriktiven Handelspraktiken vieler Industrienationen. Wegen dieses hohen Konkurrenzdrucks können die Entwicklungsländer ihre Produktion nicht kürzen, sondern sind eher gezwungen diese sogar weiter zu erhöhen, was sich in einem zunehmenden Preisverfall äußert.
Auch die unterschiedliche Preisentwicklung von Rohstoffen und Industrieprodukten wirken entwicklungshemmend. Durch die sinkenden Rohstoffpreise, können die Länder mit ihren Exporterlösen immer weniger Industrieprodukte importieren, die jedoch für den Wirtschaftsaufbau benötigt werden.

## Außenhandel

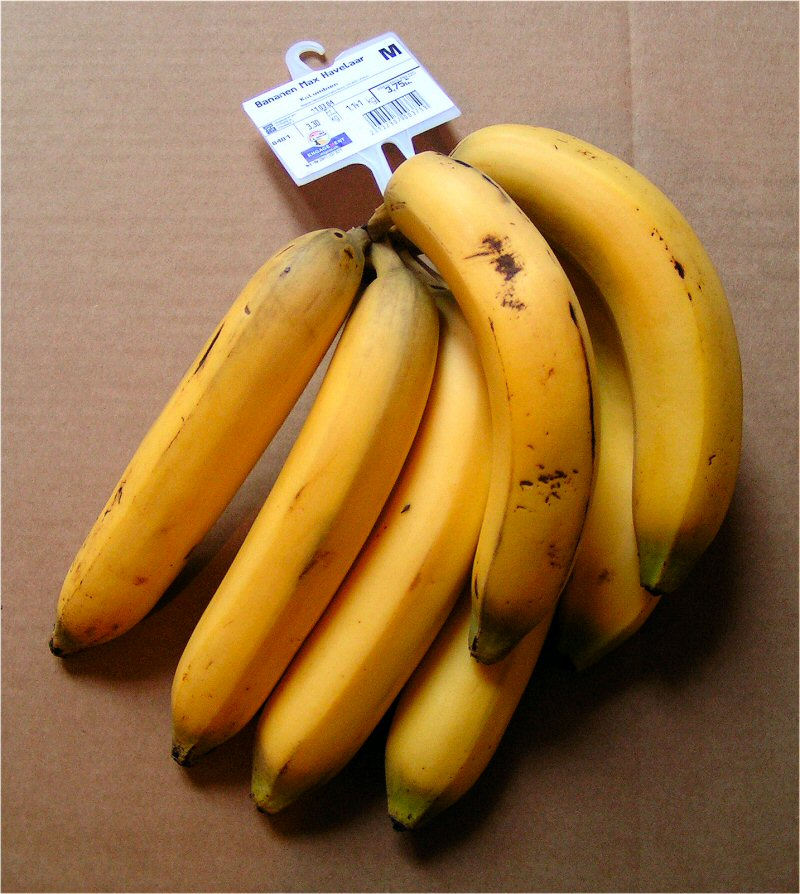
Bananen sind typische Cash Crops

Die wirtschaftliche Entwicklung eines Landes ist meistens vom Außenhandel abhängig. Durch ihn erfolgen Lieferungen von Rohstoffen, Fertigwaren, Kapital und technischem Wissen. Durch den Außenhandel erfolgt auch die Erschließung globaler Absatzmärkte und somit die Einnahme von Devisen, welcher für Importe benötigt werden. Von Entwicklungsländern werden primär landwirtschaftliche Erzeugnisse, in der Regel Cash Crops, und Rohstoffe erzeugt und ausgeführt. Ursache hierfür ist der Merkantilismus aus der Kolonialzeit, wonach Rohstoffe aus den Entwicklungsländern und Fertigwaren aus den Industrienationen exportiert werden. Dadurch entstand eine Monostruktur des Exports seitens der Entwicklungsländer.
Aufgrund sinkender Terms of Trade, die das Austauschverhältnis zwischen In- und Exporten beschreiben, Preisschwankungen und sinkenden Weltmarktpreisen als Folge einer Marktsättigung mit Produkten der Entwicklungsländer, gerieten die Entwicklungsländer zunehmend in eine kritische Situation. Dieses Problem wurde durch Substitution, vermehrtem Recycling und starker Konkurrenz unter den Weltmarktanbieter verschärft, da deshalb der Bedarf bzw. die Preise der Rohstoffe weiter sinkt.
Zusätzlich versuchen Industrieländer ihre Industrie vor der Konkurrenz billig produzierter Waren aus den Entwicklungsländern durch Sonderzölle und Einfuhrbeschränkungen zu schützen. Wirtschaftsblöcke wie EU, ASEAN, NAFTA und MERCOSUR entwickeln sich zunehmend über Industrie- und Schwellenländer hinweg. Innerhalb dieser Bündnisse kann frei gehandelt werden, nach außen hin schützen sie sich jedoch durch Protektionismus.

## Auslandsverschuldung
Das Kapital zur Finanzierung von Investitionen kann durch Sparen nicht aufgebracht werden. Ebenso können die Preissteigerungen bei Energie-, Nahrungsmittel- und Fertigprodukten nicht durch steigende Exporterlöse gedeckt werden, was dazu führt, dass Entwicklungsländer auf Kapitalimporte angewiesen sind.
Anfang der 70er Jahre, während der Ölkrise, wurden große Geldmengen durch den steigenden Ölpreis von den Ölscheichs über die Banken in Entwicklungsländer investiert, da ein Land als sicherer Schuldner galt. Hohe Zinsen und Fehlinvestitionen führten zu einer bedrohlich zunehmenden Auslandsverschuldung. In den 80er Jahren, als Entwicklungsländer mehr Schuldzinsen und Schulden zurückzahlen mussten als sie aufbringen konnten, kam es zu den ersten Ländern, die als zahlungsunfähig erklärt wurden (Mexiko,13. August 1982).
Trotz teilweisen Schuldenerlass, entstand ein Komplex von steigender Verschuldung und zunehmendem Kreditbedarf, um Rückzahlungen der Entwicklungshilfe und Zinszahlungen tätigen zu können. Die Rückzahlung der Schulden ist nur möglich, wenn die Lebenshaltungskosten in den verschuldeten Ländern drastisch gesteigert werden, was vorwiegend die Armen trifft und zu noch größerer Armut und Elend führt. Ein wirksames Mittel, um Inflation und Verschuldung zu bremsen, besteht in der Kürzung von Staatsausgaben. Streichung von notwendigen Nahrungsmittelimporten oder auch Importen von Ersatzteilen für Maschinen, sind Mittel der Wahl um Devisen für den Schuldendienst zu erwirtschaften. Daraus folgt eine sinkende Investitionsbereitschaft von Firmen, sinkende Produktivität, Arbeitslosigkeit und eine Vernachlässigung der Versorgung der Bevölkerung. Daten der Weltbank zeigen auf, dass die Entwicklungsländer mehr Rück- und Zinszahlungen an die Industrieländer leisten, als sie an neuen Krediten und Darlehen erhalten.
Vor allem sinkende Exporterlöse, steigende Zinsen, hohe Ölpreise, den hohen Dollarkurs, wachsenden Inflationsraten in den Entwicklungsländern und unwirtschaftliche Vorhaben, machen die Verschuldung der Entwicklungsländer zu einem andauernden Problem. Hinzu kommen die hohen Kosten für Infrastruktur- und Prestigeobjekte, sowie für die militärische Rüstung, den steigenden Import von Nahrungsmitteln, da die eigene Landwirtschaft vernachlässigt wurde und Luxusimporte für die wohlhabenden Bevölkerungsschichten. Deshalb haben viele Banken, wegen des größeren Risikos, die Versorgung der Entwicklungsländer durch kurzfristigere Kredite deutlich eingeschränkt und die Entwicklungsländer sind gezwungen ihre Gläubiger um Umschuldungen zu bitten.
Eine einheitliche Lösung für alle Schuldnerländer existiert nicht, jedoch allgemein günstigere weltwirtschaftliche Rahmenbedingungen, wie Abbau des Protektionismus und Öffnung der Märkte, Zinssenkungen, Geldwertstabilität und die Bereitschaft den Entwicklungsländern neue Kredite zu gewähren. Gleichzeitig dürfen die Entwicklungsländer ihre Gewinne nicht durch den Schuldendienst aufzehren lassen, sondern müssen wachstumsfördernd investieren. Es muss wieder eine Wachstumsdynamik erreicht werden, aus der eigenen Kräfte und Initiativen erwachsen.
1996 beschlossen die Weltbank und der Internationale Währungsfonds (IWF) eine Initiative zur Reduzierung der Schuldenlast der am höchsten verschuldeten Länder. 1999 wurde von der G7-Gruppe diese Initiative zur Entschuldung weiter ausgeweitet HIPC-Initiative. 36 HIPC-Ländern (heavily indepted poor countries) soll ein Schuldendiensterlass von insgesamt 71 Milliarden US-Dollar gewährt werden. Den Ländern werden im Schnitt zwei Drittel ihrer Schulden erlassen – darin sind auch individuelle bilaterale Schuldenerlasse einzelner Gläubigerländer enthalten. Die Entschuldung ist jedoch an verschiedene Auflagen gebunden: wirtschafts- und sozialpolitische Reformen und die Verwendung der Mittel zur Armutsbekämpfung.
Im Juni 2005 beschlossen die Finanzminister der G8-Staaten einen weitergehenden Schuldenerlass, der den für die HIPC-Initiative qualifizierten Ländern zusätzlich noch einmal bis zu 55 Milliarden US-Dollar Verbindlichkeiten streicht. Ihnen können alle Schulden bei der Weltbank, dem Internationalen Währungsfonds und der Afrikanischen Entwicklungsbank erlassen werden. Voraussetzung dafür sind strenge Kriterien vor allem im Bereich Good Governance. 18 Länder, vor allem in Afrika südlich der Sahara, profitieren sofort davon – ihnen wurden 40 Milliarden US-Dollar an Verbindlichkeiten erlassen. Neun weitere können sich in den nächsten Monaten noch qualifizieren. Die übrigen zehn HIPC könnten später noch dazukommen.